# Войонмаа, Каарле Вяйнё
Каарле Вяйнё Войонмаа (фин. Kaarle Väinö Voionmaa настоящая фамилия — Валлин швед. Wallin, использовал до 1906 года; 12 февраля 1869, Йювяскюля, Великое княжество Финляндское — 24 мая 1947, Хельсинки, Финляндия) — финский политик и дипломат; с 1926 по 1927 и в 1938 году — министр иностранных дел Финляндии.

## Биография
Родился 12 февраля 1869 года в Йювяскюля, в Великом княжестве Финляндском.
С 1926 по 1927 и в 1938 году был министром иностранных дел Финляндии.
С 1937 по 1938 годы — министр торговли и транспорта Финляндии.
Скончался 24 мая 1947 года в Хельсинки в Финляндии.